# 白岳 (飛騨山脈)

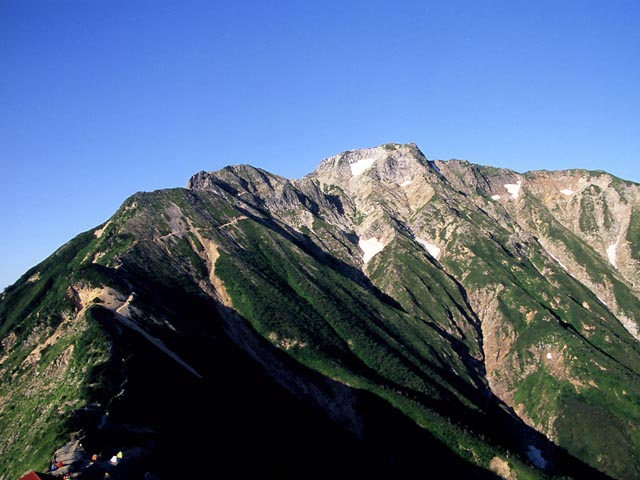
白岳から南西に五竜岳を見る

白岳（しらたけ）は、飛騨山脈（北アルプス）の後立山連峰にある標高2,541mの山である。長野県と富山県の県境に位置する。

## 概要
大遠見山などの連なる遠見尾根が後立山連峰の山稜から派生する分岐点にあり、五竜岳や唐松岳への登山ルートの経由地となっている。
白岳という名前は積雪量が多く、白く覆われることに由来する。

## 登山ルート
大糸線神城駅西の白馬五竜スキー場のゴンドラテレキャビンを利用し、「とおみ」から「アルプスだいら」まで移動してから、遠見尾根からのルートが、最短ルートである。
また大糸線白馬駅から「八方」に出て、八方尾根スキー場のゴンドラアダムとアルペンクワッドとを乗り継いで八方池山荘まで上がり、八方尾根を唐松岳方面まで進んでから、唐松岳頂上山荘の分岐を南に取って大黒岳経由で山頂を目指すルートもある。
さらには白馬岳方面から扇沢方面に抜ける縦走路もある。杓子岳・鑓ヶ岳・不帰嶮と続く天狗尾根をたどって唐松岳を経て白岳に至り、五竜岳直下の難所G4・G5を越えてキレット小屋付近の八峰キレットから吊尾根の危険個所を通過し、鹿島槍ヶ岳・冷池山荘・爺ヶ岳から柏原新道を下って扇沢に出る。あるいは種池山荘から下りずに、岩小屋沢岳・鳴沢岳・赤沢岳・スバリ岳を経て針ノ木岳に出るコースもある。針ノ木岳からは扇沢へも出られるし、黒部湖・七倉ダムへ、また北アルプス南部へ抜ける裏銀座コースへも続いている。
- 白馬五竜スキー場からのルート

白馬五竜スキー場 - 地蔵の頭 - 小遠見山 - 中遠見山 - 大遠見山 - 西遠見山 - 白岳
- 八方尾根からのルート

八方尾根スキー場 - うさぎだいら - 八方池山荘 - 八方池 - 唐松岳頂上山荘 - 大黒岳 - 白岳
- 後立山連峰縦走路

親不知が起点となる白馬岳方面 - 杓子岳 - 鑓ヶ岳 - 天狗山荘 - 不帰嶮 - 唐松岳 - 唐松岳頂上山荘 - 大黒岳 - 白岳 - 五竜山荘 - 五竜岳 - キレット小屋 - 鹿島槍ヶ岳 - 冷池山荘 - 爺ヶ岳 - 種池山荘 - 岩小屋沢岳 - 新越山荘 - 鳴沢岳 - 赤沢岳 - スバリ岳 - 針ノ木岳  - 針ノ木峠（針ノ木小屋）へ続く（北アルプスの主稜線の縦走路は槍ヶ岳を経由して焼岳へと続く）

## 周辺の山小屋
- 五竜山荘
- 唐松岳頂上山荘
- 鹿島槍ヶ岳

## 源流の河川
以下が源流となる河川で、日本海へ流れる。
- 餓鬼谷（黒部川の支流で黒部湖に流れる）
- 平川の支流の白岳沢（姫川の支流）
- 鹿島川の支流のシラタケ沢（高瀬川の支流）

## 近隣の山
- 鑓ヶ岳
- 唐松岳
- 五竜岳